# Берлинская школа электронной музыки
Берлинская школа электронной музыки, или Берлинская школа, — одно из ведущих направлений в области прогрессивной электронной музыки, достигшее наибольших успехов в своем развитии в 1970-е годы и переживающее определенное возрождение в 2000-е годы.
Школа получила своё название благодаря тому, что все её основные представители в 1970-е годы жили и работали в Западном Берлине. В 1970-е годы «возникло несколько центров электронной музыки, одним из наиболее преуспевающих и влиятельных среди них был Берлин. Из этого очага электронной музыки вышли такие гиганты, как Клаус Шульце, Tangerine Dream, Ashra, Михаэль Хениг и другие».
Иногда музыку Берлинской школы относят к таким направлениям, как эмбиент и нью-эйдж, однако она возникла ещё до появления этих терминов.

## Истоки и стилистические особенности Берлинской школы
Берлинская школа возникла на рубеже 1960—70-х годов в рамках широкого движения немецкой прогрессивной музыки Краут-рок, в основу которого были положены идеи психоделического рока и авангардного экспериментирования. «Берлинские электронные музыканты работали под влиянием немецкого Краут-рока, минимализма и некоторых немецких „серьезных“ композиторов, а также классической музыки».
«Статичные» текстуры, коллажи и продолжительные растянутые звуки, сила технологий, ранее показанные в новаторских классических работах Карлхайнца Штокхаузена и Яниса Ксенакиса, оказали главное воздействие на «популярную» электронную музыку Берлинской школы".
Вне зависимости от влияний музыка немецких электронных мастеров была далека от любого из ранее существовавших музыкальных направлений.
«После экспериментов с магнитной лентой, фидбэком и микрофонами разработка глобальных звуковых форм и психо-акустических взаимодействий сублимировалось в электронике с появлением первого аналогового синтезатора (Муга) в 1964 году».
Синтезаторы и другие электронные инструменты стали основой звучания Берлинской школы. Основная идея заключалась в использовании электроники как нового выразительного средства, способного вызывать в воображении сюрреалистические образы.
Берлинская школа стала квинтэссенцией прогрессивной электроники, демонстрируя «замысловатые, движущиеся, интеллектуальные, навязчивые электронные звуковые пейзажи космоса, темного эмбиента, постиндастриала, монотонности и сюрреализма». Она создала собственный уникальный звук с продолжительными, космическими развернутыми композициями, наполненными атмосферическими синтезаторами, ритмическими последовательностями и синтезаторными соло.
Артисты электронной музыки выделились из остальной массы представителей прогрессивного рока, отбросив традиционные инструменты и сконцентрировавшись на синтезаторах и других электронных инструментах.
Tangerine Dream взял минимализм классической музыки, создавая на его основе атмосферические, медленно меняющиеся, вводящие в транс звуки, приведшие к возникновению космической музыки. Клаус Шульце исследовал монотонные вариации космической музыки, которые были ещё более трансовыми, чем у Tangerine Dream.
Старые композиции представителей Берлинской школы длятся обычно 20—30 минут, занимая одну сторону виниловой пластинки. С появлением CD отдельные треки стали достигать порой и 80 минут. А формат MP3 позволил создавать произведения практически неограниченной длины.

## Берлинская и Дюссельдорфская школы
На территории Германии в конце 1960-х годов сформировались две основные школы прогрессивной электронной музыки — Берлинская и Дюссельдорфская. Берлинскую школу отличает связь с космической музыкой, в то время, как Дюссельдорфская школа ориентировалась на ритмические структуры и ударные инструменты. Самыми заметными представителями Дюссельдорфской школы были группы Can, Cluster, Kraftwerk и Neu!, которые оказали заметное влияние на развитие стилей синти-поп и техно, в то время как Берлинская школа легла в основу таких направлений, как эмбиент, электроника, нью-эйдж и транс.

## Основные представители Берлинской школы
Первой о возникновении Берлинской школы заявила группа Tangerine Dream. Её Alpha Centauri (1971) был «первым альбомом электронной космической музыки в истории», «который увел Tangerine Dream от близкого року звучания (их первого альбома) Electronic Meditation (1970) в направлении межзвездных впадин глубокого космоса и путешествий в иные миры». Всего, начиная, с 1971 по 1980 год Tangerine Dream выпустила десять студийных и два концертных альбома, ставших классикой Берлинской школы.
«Немецкая космическая электронная сцена, запущенная Tangerine Dream своим выдающимся альбомом Alpha Centauri (1971) дала толчок развитию всей андерграундной электронной сцены Берлина с Клаусом Шульце, Михаэлем Хенигом и Ashra».
В 1970 году Клаус Шульце участвовал в записи первого альбома Tangerine Dream, затем начал собственную карьеру, выпустив в 1973 году свою первую крупную работу в стиле Берлинской школы — альбом Cyborg. Всего в 1973-78 годах Шульце выпустил девять альбомов электронной музыки.
В дискографию лучших альбомов Берлинской школы входят также Ashra с альбомом New Age of Earth (1977), сольный проект Мануэля Гёттшинга Inventions for Electric Guitar,  Конрад Шнитцер с альбомом Ballet Statique (1978), Михаэль Хениг с альбомом Departure from the Northern Wasteland (1978), а также лидер Tangerine Dream Эдгар Фрезе с пятью сольными альбомами, лучший из которых — Epsilon in Malaysian Pale (1975).
В 1980-е годы ведущие артисты Берлинской школы стали уходить от экспериментального в более коммерческий стиль, что привело к закату школы. Однако ведущие артисты Берлинской школы не прекращали своей творческой деятельности и в 2000-е годы выпустили ряд сильных альбомов, таких как Purgatorio (Dante Alighieri-La Divina Commedia) (2004) — у Tangerine Dream и Kontinuum (2007) — у Клауса Шульце.

## Лучшие альбомы Берлинской школы
(по версии сайта Progarchives по состоянию на апрель 2013 года)
1. Tangerine Dream — Rubycon — 1975
2. Klaus Schulze — Mirage — 1977
3. Tangerine Dream — Phaedra — 1974
4. Klaus Schulze — Timewind — 1975
5. Klaus Schulze — X — 1978
6. Edgar Froese — Epsilon in Malaysian Pale — 1975
7. Klaus Schulze — Body Love: Original Filmmusik — 1977
8. Ashra — New Age Of Earth — 1977
9. Klaus Schulze — Body Love Vol. 2 — 1977
10. Tangerine Dream — Force Majeure — 1979
11. Tangerine Dream — Stratosfear — 1976
12. Tangerine Dream — Purgatorio (Dante Alighieri - La Divina Commedia) — 2004
13. Tangerine Dream — Tangram — 1980
14. Klaus Schulze — Kontinuum — 2007
15. Klaus Schulze — Cyborg — 1973